# Michele Carafa de Colobrano

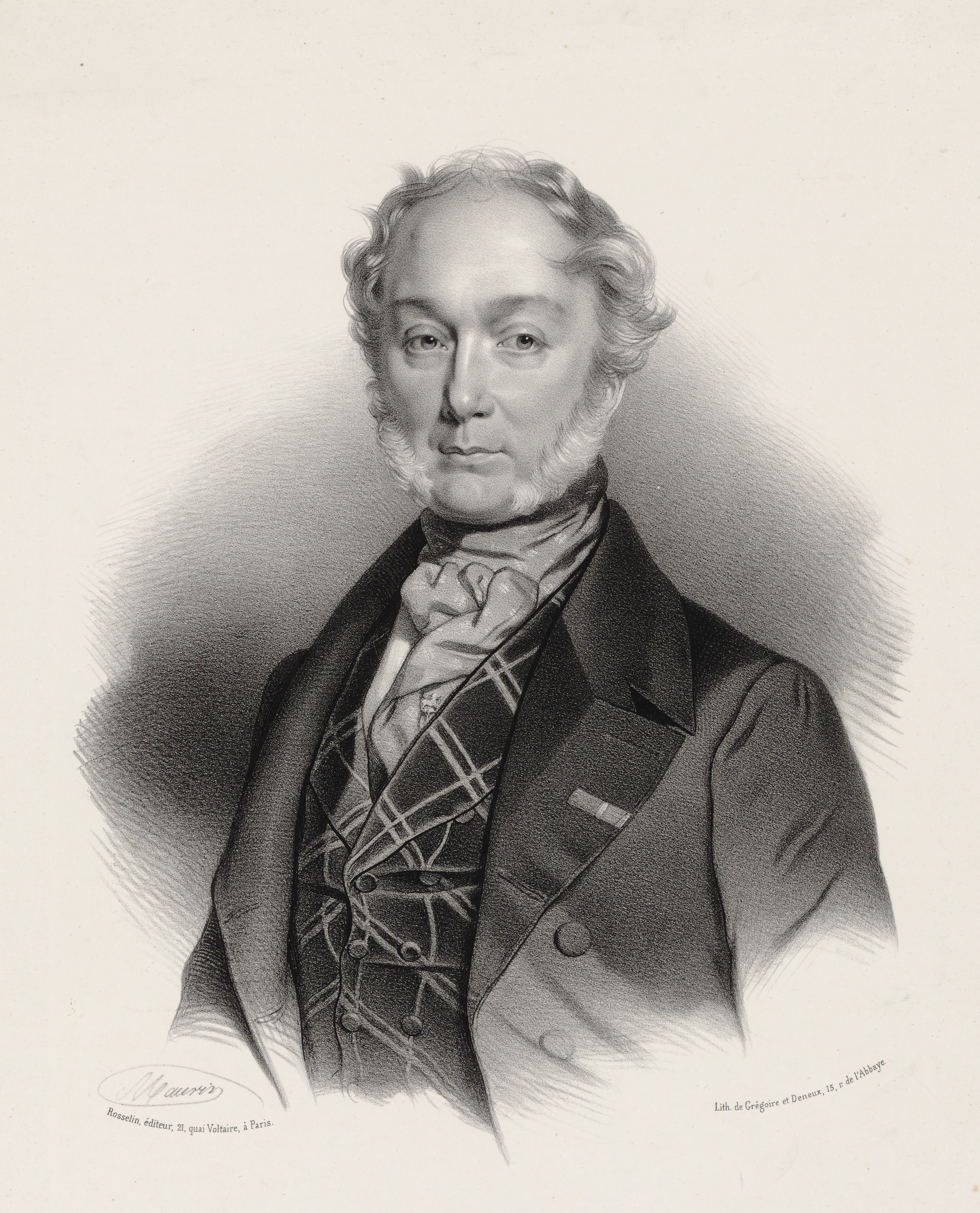
Michele Carafa

Michele Enrico Francesco Vincenzo Aloisio Paolo Carafa de Colobrano, född den 17 november 1787 i Neapel, död den 26 juli 1872 i Paris, var en italiensk kompositör. 
Carafa, som var elev till Cherubini, ägnade sig en tid åt krigaryrket och utmärkte sig under Joachim Murat, och deltog i fälttåget mot Ryssland 1812. Senare övergick han helt till musiken med operor som (Le solitaire, La violette, Masaniello med flera), vilka i Italien, Paris och Wien gjorde stor lycka. 1827 bosatte han sig i Paris, där han 1840 blev medlem av Institutet och professor vid konservatoriet. 
Med sin opera Gabriella di Vergi från 1816 har han sällat sig till en av de odödliga på italiensk opera, den var tillsammans med Rossinis Otello en av de få med ett olyckligt slut. Han vågade gå emot tidens konventioner och låta hjältinnan dö i finalen vilket annars sågs oacceptabelt.

## Operor
- Il fantasma (1805, privat teater Principe Caramanico, Neapel)
- Il prigioniero (1805, Neapel)
- La musicomania (1806, Paris)
- Il vascello d'Occidente (14 juni 1814 Teatro del Fondo, Neapel)
- La gelosia corretta (1815 Teatro dei Fiorentini, Neapel)
- Gabriella di Vergy (3 juli 1816 Teatro del Fondo, Neapel)
- Ifigenia in Tauride (19 juni 1817 Teatro San Carlo, Neapel)
- Adele di Lusignano (27 september 1817 Teatro alla Scala, Milano)
- Berenice in Siria (29 juli 1818 Teatro San Carlo, Neapel)
- Elisabetta in Derbyshire, ossia Il castello di Fotheringhay (26 december 1818 teatro La Fenice, Venedig)
- Il sacrifizio d'Epito (26 december 1819 Teatro La Fenice, Venedig)
- I due Figaro, o sia Il soggetto di una commedia (6 juni 1820 Teatro alla Scala, Milano)
- La festa di Bussone (28 juni 1820 Teatro Ré, Milano)
- Jeanne d'Arc à Orléans (10 mars 1821 Opéra-Comique, Paris)
- La capricciosa ed il soldato, o sia Un momento di lezione (26 december 1821 Teatro Apollo, Rom)
- Le solitaire (22 augusti 1822 Opéra-Comique, Paris)
- Eufemio di Messina (26 december 1822 Teatro Argentina, Rom)
- Abufar, ossia La famiglia araba (28 juni 1823 Kärntnerthortheater, Wien)
- Le valet de chambre (16 september 1823 Opéra-Comique, Paris)
- Tamerlano (inte uppförd, skriven 1823-24 för Teatro San Carlo, Neapel)
- L'auberge supposée (26 april 1824 Opéra-Comique, Paris)
- Il sonnambulo (13 november 1824 Teatro alla Scala, Milano)
- La belle au bois dormant (2 mars 1825 Théâtre de l'Opéra, Paris)
- Gl'italici e gl'indiani (4 oktober 1825 Teatro San Carlo, Neapel)
- Il paria (4 februari 1826 Teatro La Fenice, Venedig)
- Sangarido (19 maj 1827 Opéra-Comique, Paris)
- Les deux Figaro (22 augusti 1827 Théâtre Odéon, Paris)
- Masaniello, ou Le pêcheur napolitain (27 december 1827 Opéra-Comique, Paris)
- La violette (7 oktober 1828 Opéra-Comique, Paris) [samarbete med Leborne ]
- Jenny (26 september 1829 Opéra-Comique, Paris)
- Le nozze di Lammermoor (12 december 1829 Théâtre-Italien, Paris)
- L'auberge d'Aury (11 May 1830 Opéra-Comique, Paris) [samarbete med Hérold ]
- La lure de l'hermite (11 augusti 1831 Opéra-Comique, Paris)
- La marquise de Brinvilliers (31 oktober 1831 Opéra-Comique, Paris) [samarbete med Auber, Batton, Berton, Blangini, Boieldieu, Cherubini, Hérold, Paër ]
- La prison d'Edinbourg (20 juli 1833 Opéra-Comique, Paris - Efter text av Walter Scott
- La maison du rempart, ou Une journée de la Fronde (7 november 1833 Opéra-Comique, Paris)
- La grande duchesse (16 november 1835 Opéra-Comique, Paris)
- Thérèse (26 september 1838 Opéra-Comique, Paris)
- Les premiers pas (15 november 1847 Opéra-National, Paris) [Samarbete med Adam, Auber, Halévy ]